# Чармус
Чармус (Малиновка) — река в России, протекает во Владимирской области. Левый приток Колпи.

## География
Река Чармус берёт начало севернее деревни Обдихово. Течёт на юг через сосново-берёзовые леса. Устье реки находится в 33 км по левому берегу реки Колпь. Длина реки составляет 36 км, площадь водосборного бассейна 257 км².

## Данные водного реестра
По данным государственного водного реестра России относится к Окскому бассейновому округу, водохозяйственный участок реки — Ока от водомерного поста у села Копоново до впадения реки Мокша, речной подбассейн реки — бассейны притоков Оки до впадения Мокши. Речной бассейн реки — Ока.
По данным геоинформационной системы водохозяйственного районирования территории РФ, подготовленной Федеральным агентством водных ресурсов:
- Код водного объекта в государственном водном реестре — 09010102312110000026665
- Код по гидрологической изученности (ГИ) — 110002666
- Код бассейна — 09.01.01.023
- Номер тома по ГИ — 10
- Выпуск по ГИ — 0